# Vérontó pimpó
A vérontó pimpó vagy vérhasgyökér vagy vérontófű (Potentilla erecta) a rózsavirágúak rendjébe ezen belül a rózsafélék családjába tartozó növényfaj.

## Elterjedése, élőhelye
Nedves réteken, lápos napfényes erdőkben, mezőkön, savas és semleges talajokon egyaránt előforduló évelő növény. Virágzása márciustól májusig történik.

## Megjelenése, jellemzői
Alacsony szára 10-40 centiméter magas, szőrökkel borított, levele három levélkéből tevődik össze,  szárnyalt, virága a szár végén található, sárga színű, pártája négy sziromból áll.
Gyökere görcsös, egyenetlen vastag gyökértörzse van, amelyből több villás ágú szár ágazik el.

## Hatóanyagai
Drogja katekin vaszöldítő csersav, tormentillavörös, flobafén, tormentillin glikozida, tormentoll, ellágsav, gyanta, gumi, kinosav, illóolaj tartalmú.

## Gyógyhatásai
Teáját bélhurut ellen, illetve belső vérzések csillapítására használják, külsőleg gyulladások borogatására, fogíny-, illetve torokgyulladás öblögetésére használják.

## Gyűjtése
Hatóanyagai a gyökérben vannak, ezért a gyökerét gyűjtik.

## Blutwurz
A vérontó pimpó egy bajor italkülönlegesség, a blutwurz alapanyaga. A főleg emésztést segítő bitter általában 50–60% alkoholtartalmú.

## Galéria

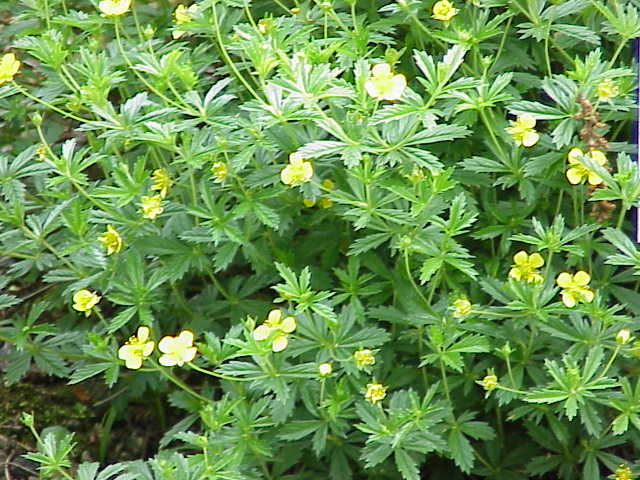
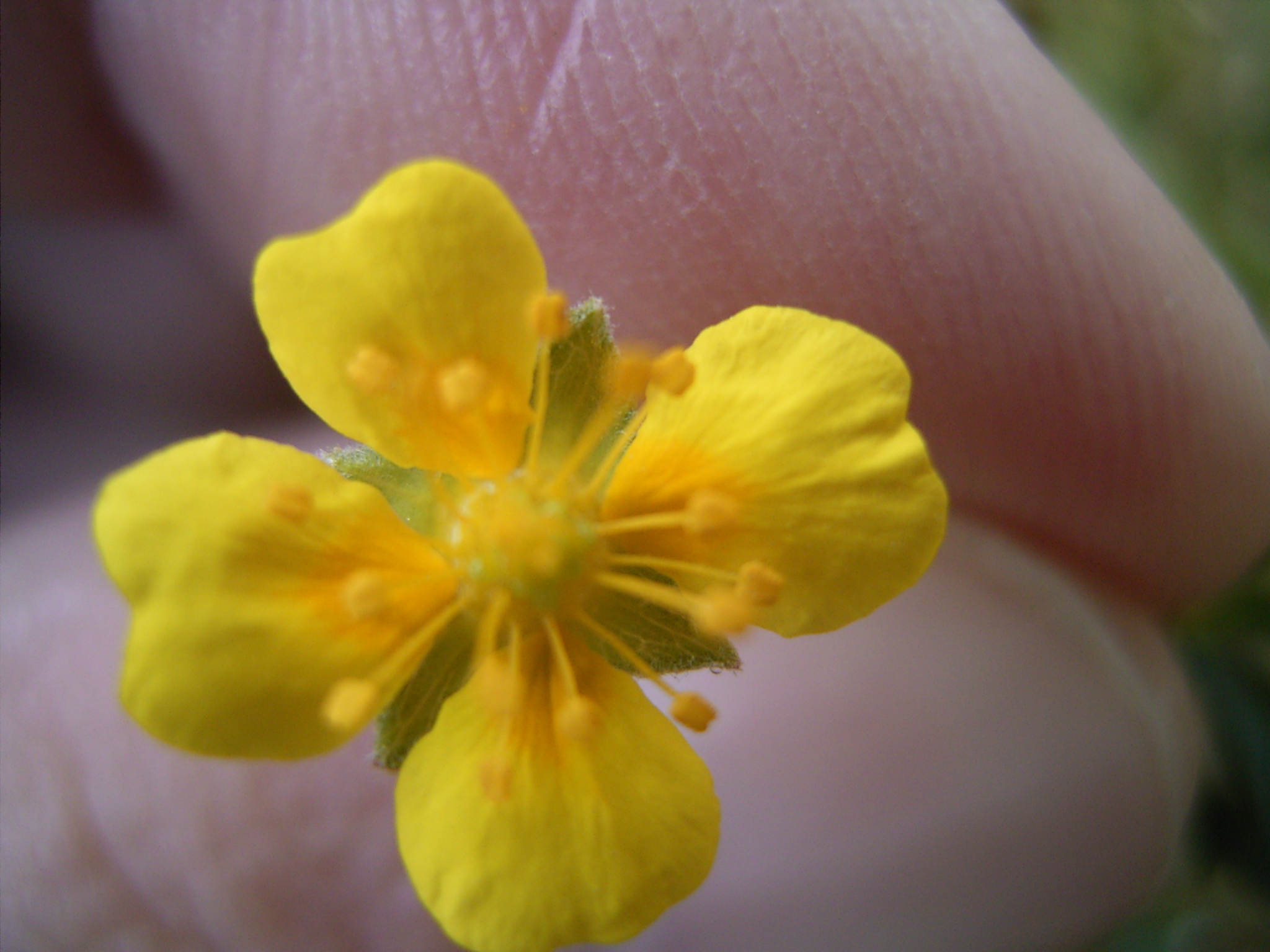
flower
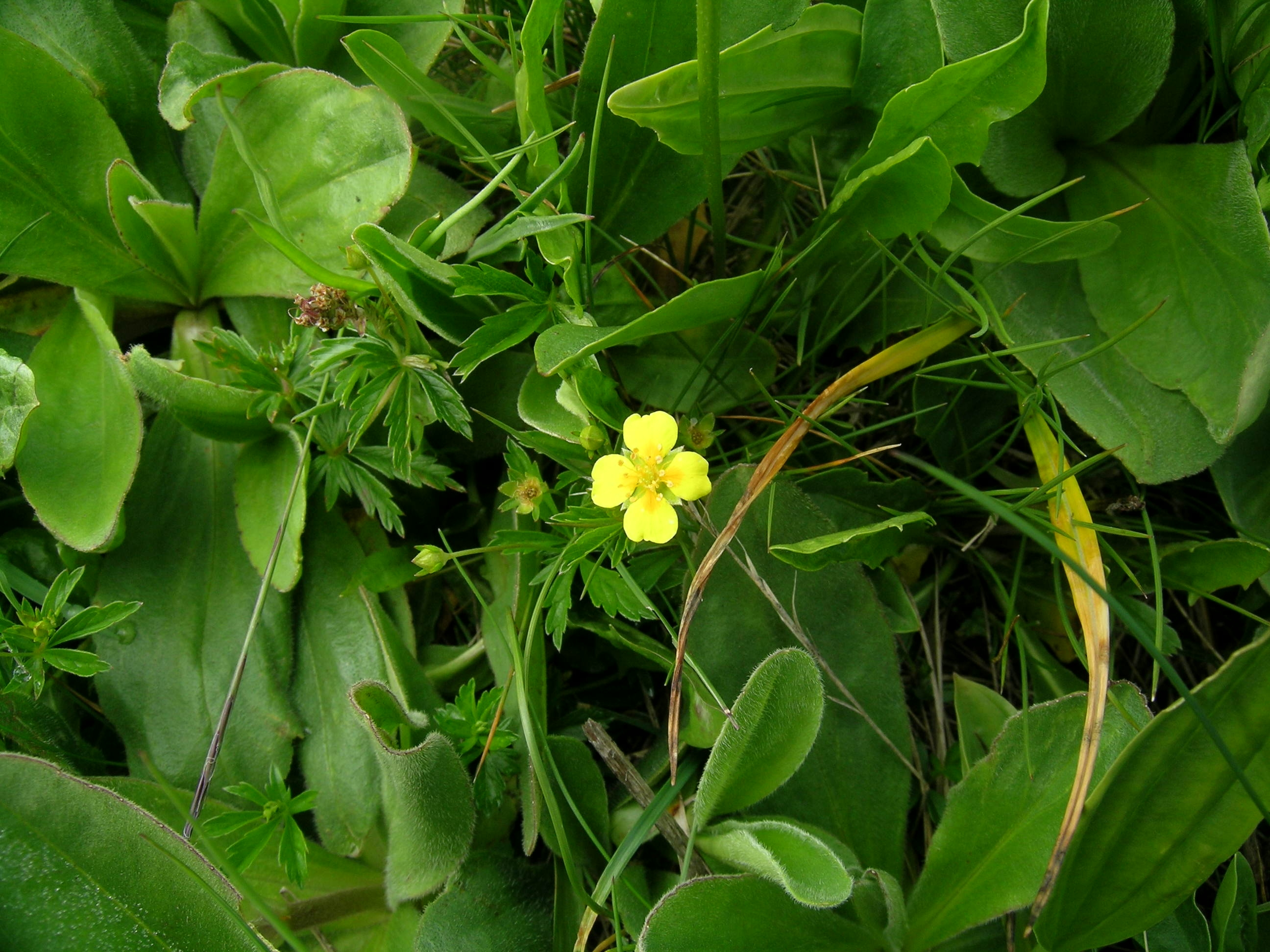
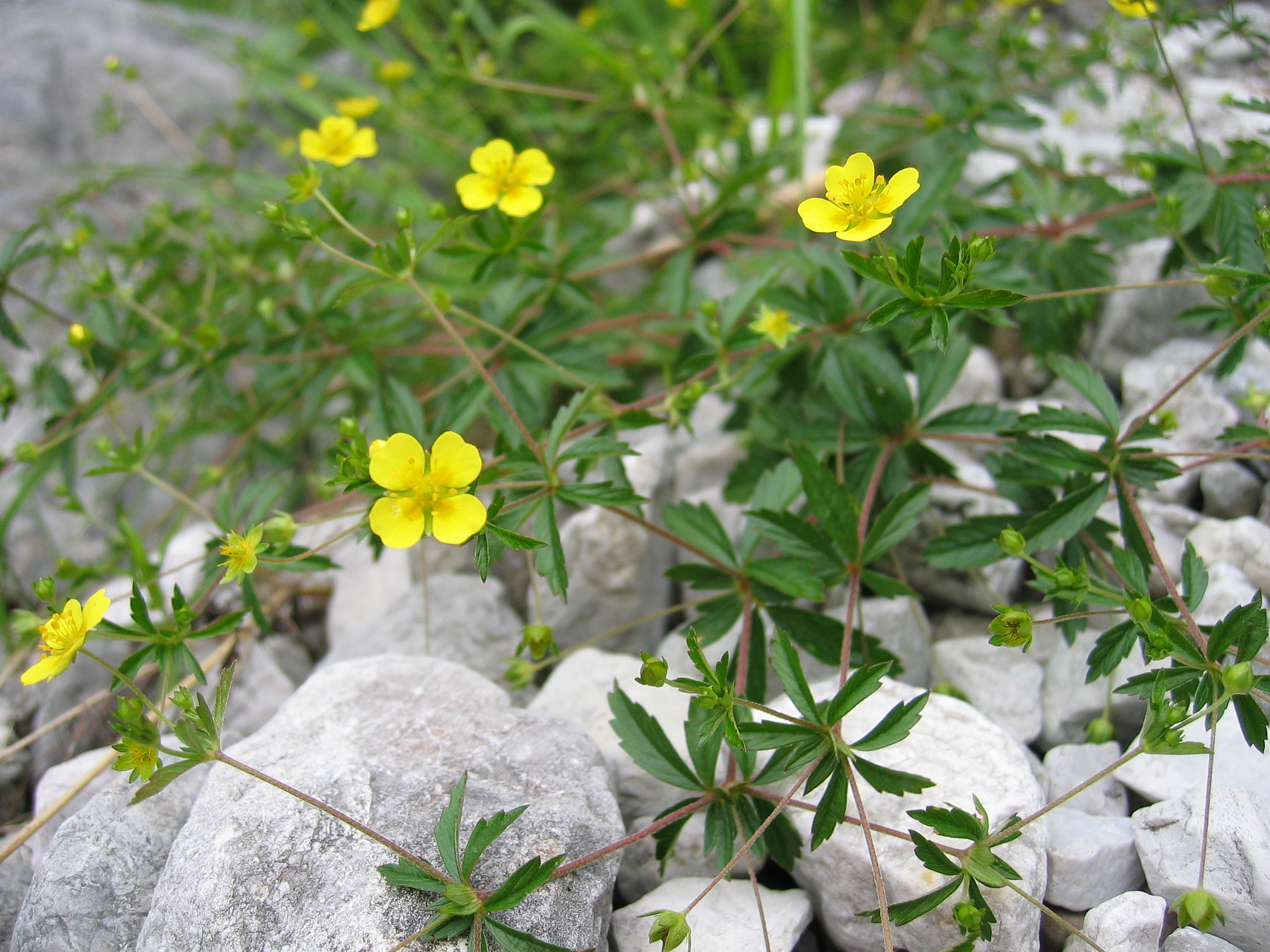
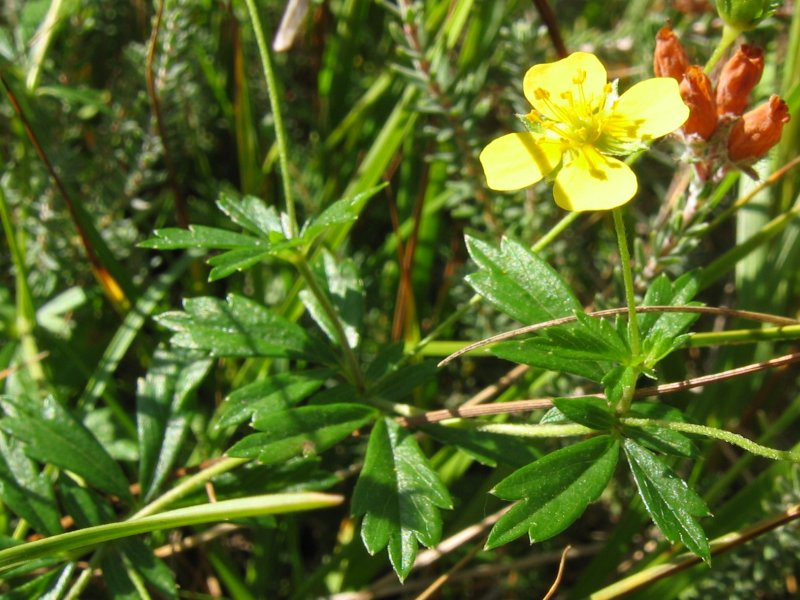
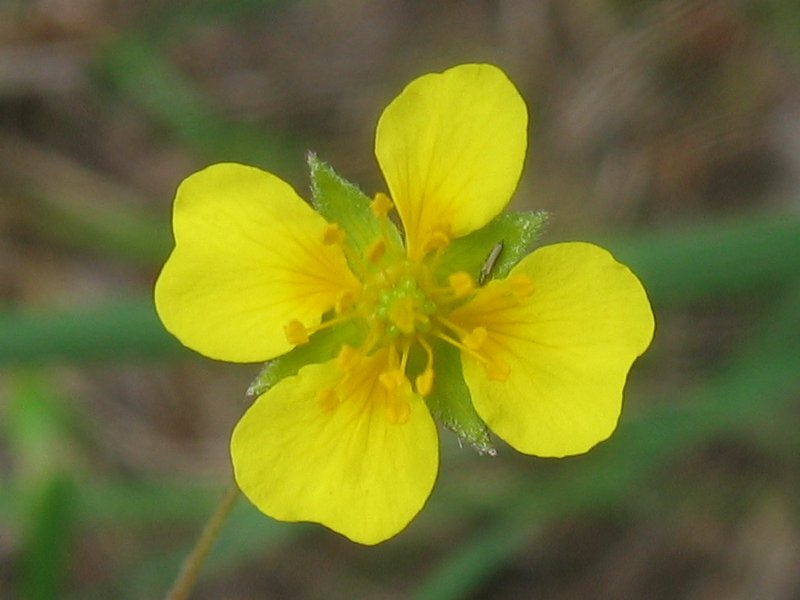
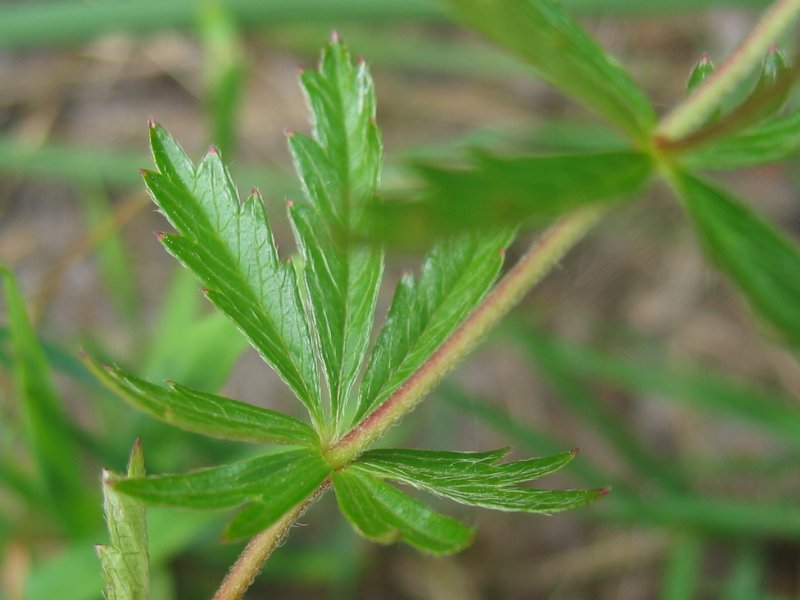
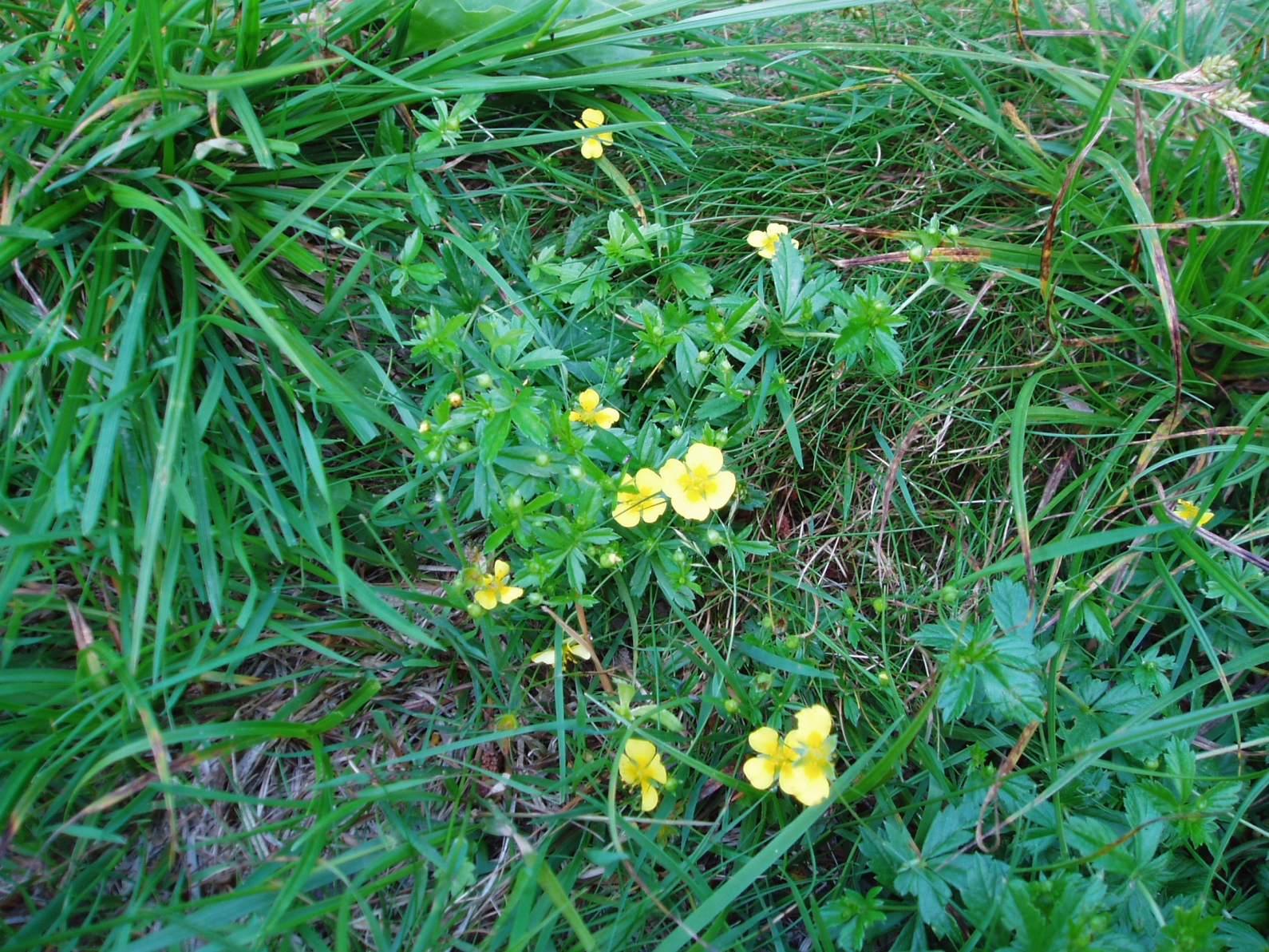